# 파트리크 클리말라
파트리크 클리말라는 폴란드의 축구 선수이다. 현재 FC 서울에서 활동하고 있다.

## 클럽 경력
2025년 6월 1일 FC 서울 입단이 발표되었다.